# Martin Kabrhel
Martin Kabrhel (* 17. November 1982 in Litomyšl) ist ein professioneller tschechischer Pokerspieler.
Kabrhel hat sich mit Poker bei Live-Turnieren mehr als 16 Millionen US-Dollar erspielt und ist damit der erfolgreichste tschechische Pokerspieler. Er gewann 2009 die Europameisterschaft, 2010 das High Roller der European Poker Tour und ist zweifacher Braceletgewinner der World Series of Poker. Der Tscheche ist für sein provokantes Verhalten am Pokertisch bekannt und in der Pokerszene äußerst umstritten.

## Persönliches
Kabrhel besuchte das Alois-Jirásek-Gymnasium in seiner Geburtsstadt Litomyšl und studierte anschließend Mathematik an der Karls-Universität in Prag. Er gründete 2018 das Technologieunternehmen Ematiq sowie 2020 gemeinsam mit dem Mathematiker und Milliardär Karel Janeček das E-Sport-Team Entropiq.

## Pokerkarriere

### Werdegang
Kabrhel spielt auf der Onlinepoker-Plattform PokerStars unter dem Nickname gomir und nutzte bei Full Tilt Poker seinen echten Namen. Am Pokertisch polarisiert er durch sein provokantes Verhalten und seine langsame Spielweise.
Seine erste Geldplatzierung bei einem Live-Turnier erzielte Kabrhel Anfang Juni 2009 im kroatischen Poreč. Mitte Oktober 2009 gewann er die European Poker Championship der Variante No Limit Hold’em bei der Poker-Europameisterschaft im niederösterreichischen Baden und erhielt eine Siegprämie von mehr als 190.000 Euro. Ende Januar 2010 entschied er das High-Roller-Event der European Poker Tour (EPT) im französischen Deauville für sich und sicherte sich ein Preisgeld von 250.000 Euro. Im Juni 2010 war Kabrhel erstmals bei der World Series of Poker (WSOP) im Rio All-Suite Hotel and Casino am Las Vegas Strip erfolgreich und kam bei zwei Turnieren in die Geldränge. Ende April 2012 wurde er bei einem Side-Event der EPT in Monte-Carlo Zweiter und erhielt 142.300 Euro. Anfang November 2015 belegte Kabrhel beim Super High Roller des WSOP-Circuitturniers im King’s Casino in Rozvadov den mit über 150.000 Euro dotierten zweiten Platz. Ende April 2017 saß er am Finaltisch des EPT Super High Roller in Monte-Carlo und beendete das Turnier auf dem siebten Platz, der mit mehr als 300.000 Euro bezahlt wurde. Im Mai und Juni 2017 kam Kabrhel dreimal bei Pokerturnieren im Aria Resort & Casino am Las Vegas Strip in die Geldränge und sicherte sich Preisgelder von mehr als 450.000 US-Dollar. Bei der World Series of Poker Europe, die im Oktober und November 2017 in Rozvadov ausgespielt wurde, gewann er das Super Turbo Bounty und erhielt eine Siegprämie von über 50.000 Euro sowie sein erstes Bracelet. Wenige Tage später wurde Kabrhel beim 111.111 Euro teuren High Roller for One Drop der Serie Achter, was ihm mehr als 360.000 Euro einbrachte. Ein Jahr später gewann er an gleicher Stelle das 100.000 Euro teure Super High Roller der World Series of Poker Europe und erhielt sein zweites Bracelet sowie sein bisher mit Abstand höchstes Preisgeld von mehr als 2,5 Millionen Euro. Nach diesem Erfolg spielte Kabrhel ein von Leon Tsoukernik initiiertes High-Roller-Event mit ebenfalls 100.000 Euro Buy-in und erhielt als Zweiter mehr als 770.000 Euro. Bei der WSOP 2022, die erstmals im Bally’s Las Vegas und Paris Las Vegas ausgespielt wurde, beendete Kabrhel das 250.000 US-Dollar teure Super High Roller auf dem sechsten Rang und sicherte sich eine Auszahlung von rund 760.000 US-Dollar. Auch bei der WSOP 2023 saß er bei diesem Turnier am Finaltisch und belegte den mit mehr als 2,2 Millionen US-Dollar dotierten dritten Platz, womit er als erster Tscheche die Marke von 10 Millionen US-Dollar an kumulierten Turnierpreisgeldern durchbrach. Rund um das Turnier wurde er von mehreren Spielern – darunter Dan Smith, Phil Hellmuth und Andrew Robl – beschuldigt, sich durch das Markieren von Karten einen betrügerischen Vorteil verschafft zu haben. Kabrhel bestritt die Vorwürfe.

### Preisgeldübersicht
Mit erspielten Preisgeldern von über 12 Millionen US-Dollar ist Kabrhel der erfolgreichste tschechische Pokerspieler.
| Jahr   | Preisgeld (in $) | Turniersiege |
| ------ | ---------------- | ------------ |
| 2009   | 543.156          | 3            |
| 2010   | 469.871          | 1            |
| 2011   | 122.664          | 1            |
| 2012   | 347.283          | 0            |
| 2013   | 177.049          | 0            |
| 2014   | 30.192           | 0            |
| 2015   | 193.674          | 0            |
| 2016   | 188.299          | 1            |
| 2017   | 1.690.538        | 5            |
| 2018   | 4.158.339        | 3            |
| 2019   | 328.458          | 1            |
| 2020   | 10.296           | 0            |
| 2021   | 200.326          | 0            |
| 2022   | 964.125          | 0            |
| 2023   | 2.689.129        | 0            |
| gesamt | 12.113.399       | 15           |

### Braceletübersicht
Kabrhel kam bei der WSOP 41-mal ins Geld und gewann zwei Bracelets:
| Jahr   | Buy-in (in €) | Turnier                             | Teilnehmer | Preisgeld (in €) |
| ------ | ------------- | ----------------------------------- | ---------- | ---------------- |
| 2017 E | 001.100       | No-Limit Hold’em Super Turbo Bounty | 325        | 0.053.557        |
| 2018 E | 100.000       | King’s Super High Roller            | 095        | 2.624.340        |